# فیلیپ زلر
فیلیپ زلر (انگلیسی: Philipp Zeller؛ زادهٔ ۲۳ مارس ۱۹۸۳) بازیکن هاکی روی چمن اهل آلمان است.
وی همچنین برندهٔ جوایزی همچون برگ بوی نقره‌ای شده‌است.
وی در مسابقات کشوری و بین‌المللی در مجموع برندهٔ ۵ مدال طلا، ۱ مدال نقره شده‌است.